# Zacharias Cenita Jimenez

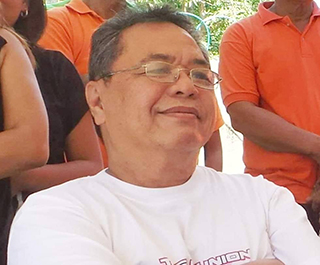
Zacharias Cenita Jimenez

Wappen als Bischof von Pagadian

Zacharias Cenita Jimenez (* 5. November 1947 in Inabanga; † 19. April 2018) war ein philippinischer Geistlicher, römisch-katholischer Bischof von Pagadian und später Weihbischof in Butuan.

## Leben
Zacharias Cenita Jimenez studierte Philosophie am Immaculate Heart of Mary Seminary (1965–1969) in Tagbilaran City und Theologie am Seminario Mayor de San Carlos in Cebu City (1969–1973). Am 17. April 1973 empfing er in der St. Joseph-Kathedrale in Tagbilaran City die Priesterweihe für das Bistum Tagbilaran. Von 1973 bis 1983 hatte er verschiedene Funktionen im Immaculate Heart of Mary Seminary in Tagbilaran City inne, darunter Professor, Spiritual und Rektor. 1983 übernahm er die Pfarrstelle in Molave, Zamboanga del Sur. 1988 wurde er spiritueller Direktor von St. Marys Theologate, ab 1992 deren Rektor. Von 1985 bis 1993 war er Generalvikar des Bistums Pagadian.
Papst Johannes Paul II. ernannte ihn am 2. Dezember 1994 zum Bischof von Pagadian. Der Papst persönlich spendete ihm am 6. Januar des nächsten Jahres im Petersdom die Bischofsweihe; Mitkonsekratoren waren die Kurienerzbischöfe Giovanni Battista Re, Substitut des Staatssekretariates, und Jorge María Mejía, Sekretär der Kongregation für die Bischöfe.
Am 11. Juni 2003 wurde er durch Johannes Paul II. zum Weihbischof in Butuan und Titularbischof von Arba ernannt.
Am 7. Mai 2009 nahm Papst Benedikt XVI. sein Rücktrittsgesuch aus gesundheitlichen Gründen an.